# Actaea (satelit)
Actaea, oficial (120347) Salacia I Actaea, este un satelit natural al planetoidului clasic din centura Kuiper 120347 Salacia. Diametrul său este estimat la 300 kilometri (190 mi), care este aproximativ o treime din diametrul lui Salacia; astfel, Salacia și Actaea sunt văzute de William Grundy el al. ca fiind un sistem binar. Presupunând că următoarele estimări de dimensiune sunt corecte, Actaea este aproximativ al șaselea cel mai mare satelit cunoscut al unui obiect transneptunian, după Charon (1212 km), Dysnomia (700 km),  Vanth (443 km),  Ilmarë (326 km)  și Hiʻiaka (320 km), dar eventual și Hiisi (250 km).

## Descoperire și nume
A fost descoperit pe 21 iulie 2006 de Keith S. Noll, Harold Levison⁠(d), Denise Stephens și Will Grundy cu telescopul spațial Hubble. Pe 18 februarie 2011, a fost numit oficial Actaea după nereida Aktaia.

## Orbită

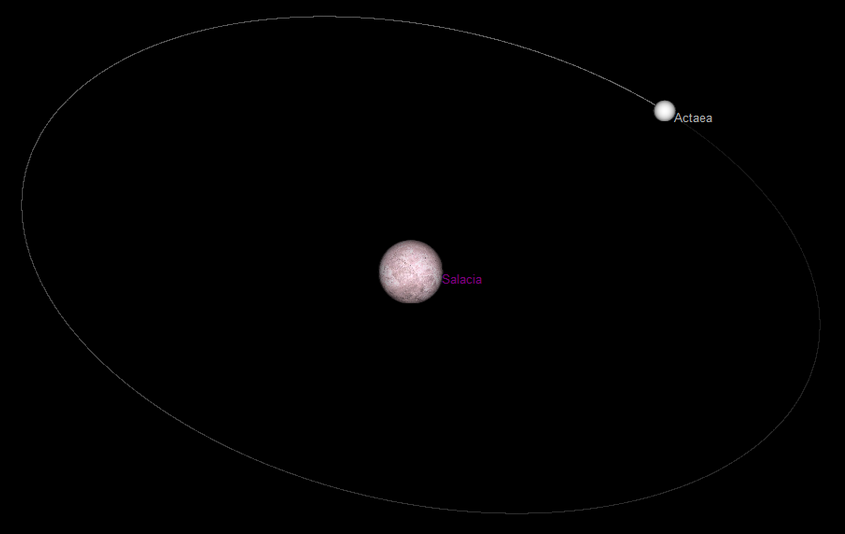
Simularea orbitei lui Actaea în raport cu Salacia

Actaea orbitează primarul său la fiecare 5,493 zile la o distanță de 5619±87 km și cu o excentricitate de 0.0084±0.0076.  Raportul dintre samiaxa sa mare și raza Hill a obiectului primar este de 0,0023, cel mai strâns binar transneptunian cu o orbită cunoscută. 

## Caracteristici fizice
Actaea este cu 2.372±0.060 magnitudini mai slabă decât Salacia,  implicând un raport de diametru de 2,98 pentru albedouri egale. Prin urmare, presupunând albedo-uri egale, are un diametru de 303±35 km  Actaea are aceeași culoare ca și Salacia (V−I = 0.89±0.02 și, respectiv, 0.87±0.01), susținând ipoteza albedo-urilor egale. S-a calculat că sistemul Salacia ar fi trebuit să sufere suficientă evoluție mareică pentru a-și circulariza orbitele, ceea ce este în concordanță cu excentricitatea scăzută măsurată, dar că primarul nu trebuie să fi fost în rotație sincronă. Densitatea scăzută calculată pentru sistem (1,16 g/cm 3) implică faptul că atât Salacia cât și Actaea constau în principal din gheață. Salacia și Actaea se vor oculta în 2067.  Masa sistemului este de 4,66 ± 0,22 × 1020 kg, din care aproximativ 4% fiind în Actaea. 